# Jack Lew

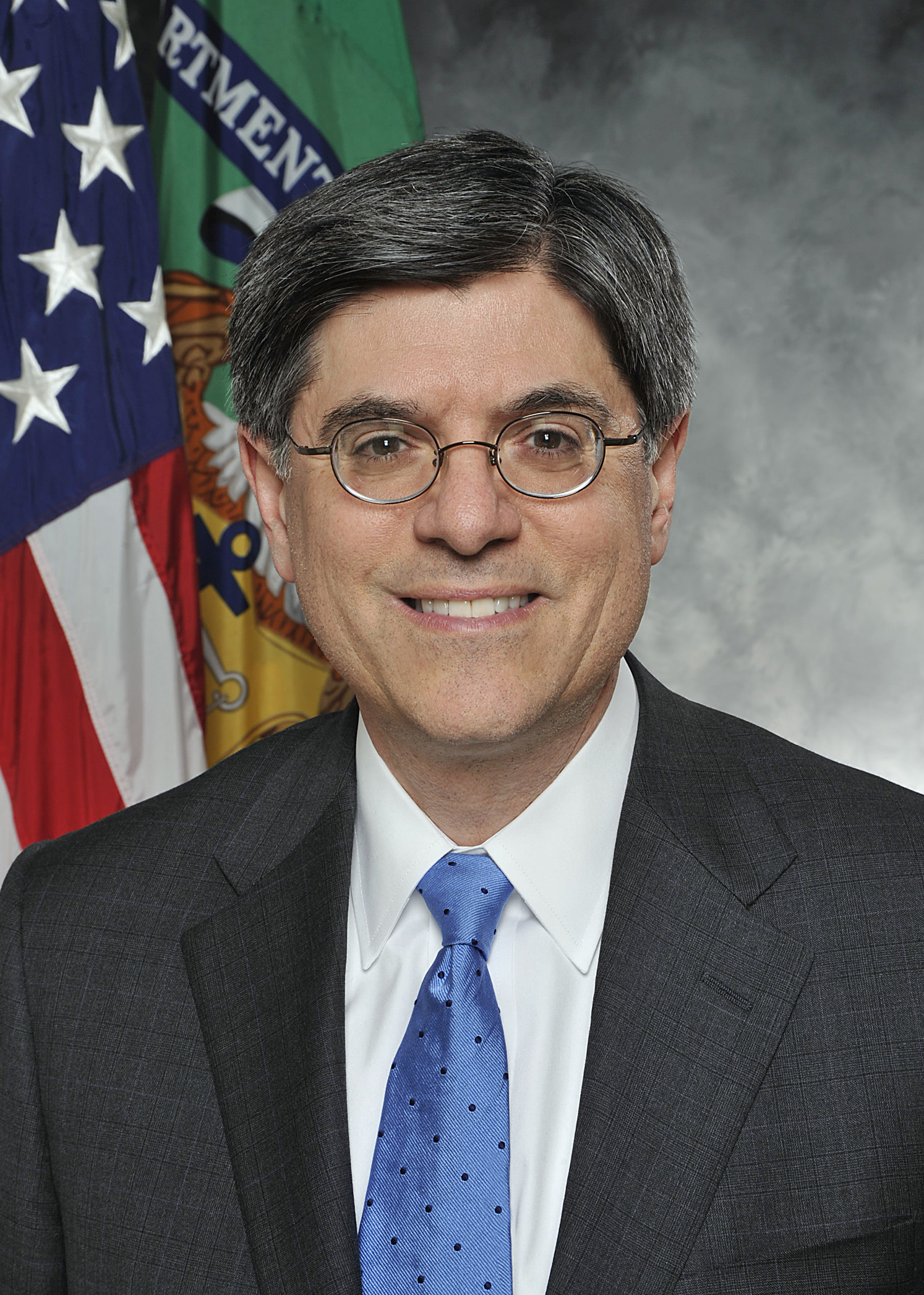
Jacob Lew (2013)

Jacob Joseph „Jack“ Lew (* 29. August 1955 in New York) ist ein US-amerikanischer Jurist, Politiker (Demokratische Partei) und Diplomat. Unter US-Präsident Bill Clinton (1993 bis 2001) war er Direktor des Office of Management and Budget. Während der Regierungszeit von George W. Bush (2001 bis 2009) war er als Rechtsanwalt, Hochschullehrer und Wirtschaftsmanager bei Citigroup und einer großen Private-Equity-Firma tätig.
Unter Barack Obama war Lew zunächst Vizeaußenminister für den Bereich Management und Haushaltsplanung; ab dem 18. November 2010 gehörte er dem Kabinett Obama als Direktor des Office of Management and Budget an. Vom 27. Januar 2012 bis zum 25. Januar 2013 war er Stabschef des Weißen Hauses. Vom 28. Februar 2013 bis zum 20. Januar 2017 war er US-Finanzminister. Von 2023 bis 2025 war er Botschafter der Vereinigten Staaten in Israel.

## Leben
Jacob Lew wurde 1955 als Kind jüdischer Immigranten aus Polen in Queens, New York City, geboren. Die Familie seines Vaters, Irving Lew, war nach dem Ende des Ersten Weltkriegs, die Familie seiner Mutter, Ruth (geb. Turoff), einige Jahre zuvor aus Polen in die USA migriert. Irving Lew arbeitete als Rechtsanwalt und Buchantiquar, Ruth (Turoff) Lew als Büroleiterin einer Anwaltskanzlei. Jacob Lew besuchte öffentliche Schulen und machte 1972 seinen Abschluss an der Forest Hills High School (FHHS) in Queens. Er studierte zunächst am Carleton College in Northfield, Minnesota, und wechselte dann an die Harvard University, wo er 1978 den Bachelor-Grad erhielt.
Von 1973 bis 1979 war er Hilfskraft für Gesetzgebungsverfahren im US-Kongress. Von 1979 bis 1987 war er innenpolitischer Berater von Tip O’Neill, dem demokratischen Sprecher des Repräsentantenhauses. Zugleich absolvierte er ein postgraduales Studium der Rechtswissenschaften an der Georgetown University (Law Center) und schloss dieses 1983 mit Grad Juris Doctor (J.D.) ab. Nach seiner Zulassung als Rechtsanwalt im Bundesstaat Massachusetts war er von 1988 bis 1993 Partner der Kanzlei Van Ness, Feldman & Curtis. 1993 wechselte er in den Regierungsdienst und wurde Sonderassistent von Präsident Clinton für die Corporation for National and Community Service (AmeriCorps) im Stab des Weißen Hauses. Im Anschluss wurde er zunächst Stellvertretender Direktor des Büros für Management und Budget und schließlich am 21. Mai 1998 selbst Direktor dieser Bundesbehörde. Damit gehörte Jacob Lew dem erweiterten Kabinett Clinton bis zum Ende von dessen Präsidentschaft am 20. Januar 2001 an.
Nach seinem Ausscheiden aus dem Regierungsdienst nahm er 2001 einen Ruf als Professor für Öffentliche Verwaltung an der New York University an und war zeitgleich von 2001 bis 2006 Executive Vicepresident sowie Chief Operating Officer (COO) der New York University. Zugleich war er von 2004 bis 2008 Vorstandsmitglied der Corporation for National and Community Service. Zwischen 2006 und 2009 war er darüber hinaus Mitarbeiter der Citigroup und zwar zunächst als COO für Globale Vermögensverwaltung (Global Wealth Management) und dann von 2008 bis 2009 als COO für Alternative Investitionen (Alternative Investment). Ferner war er Vorstandsmitglied der Kaiser Family Foundation und des Thinktanks Center on Budget and Policy Priorities sowie im Council on Foreign Relations.
Nach der Wahl von Obama zum US-Präsidenten wurde Lew im Januar 2009 neben James Steinberg Vizeaußenminister (Deputy Secretary of State) und war als solcher zuständig für Management und Haushaltsplanung im Außenministerium. Am 13. Juli 2010 wurde er als Direktor des Office of Management and Budget nominiert, nachdem der damalige Amtsinhaber Orszag für den 30. Juli 2010 seinen Rücktritt angekündigt hatte.
Lew wurde am 18. November 2010 vom US-Senat bestätigt. Während der Vakanz nach Orszags Rücktritt hatte Jeffrey Zients die Behörde kommissarisch geleitet.
Nach dem Rücktritt von William M. Daley als Stabschef des Weißen Hauses trat Lew am 27. Januar 2012 dessen Nachfolge an.

„Gekringelte“ ältere Unterschrift von Jacob Lew

Am 10. Januar 2013 nominierte Präsident Obama Lew für den Posten des Finanzministers. Am 28. Februar 2013 bestätigte der Senat seine Nominierung. Damit erschien von Amts wegen seine Unterschrift auf neu gedruckten Dollarnoten. Nachdem Lews aus „vielen Kringeln“ bestehende Signatur kritisiert worden war, versprach Obama scherzhaft, darauf hinzuwirken, dass Lew seine Unterschrift so ändere, dass mindestens ein Buchstabe seines Namens zu erkennen sei. Lew änderte tatsächlich seine Unterschrift.
2022 wurde Lew in die American Academy of Arts and Sciences gewählt.
Im September 2023 nominierte US-Präsident Joe Biden Lew als Botschafter der Vereinigten Staaten in Israel. Im Januar 2024 setzte sich Lew im US-Außenministerium für die Genehmigung der GBU-39-Gleitbomben des Rüstungskonzerns Boeing an Israel. GBU-39-Bomben wurden dann bei Luftangriffen auf dichtbesiedelte Wohngebiete in Gaza identifiziert, darunter der Luftangriff auf das Flüchtlingslager Tel al-Sultan im Mai 2024 und der Luftangriff auf die Al-Sardi-Schule im Juni 2024. Anfang August 2024 bombardierte die israelische Armee dann die Al-Tabaeen-Schule und eine Moschee, in denen Zivilisten Schutz gesucht hatten. Mindestens 93 Menschen wurden getötet, Kinderleichen waren so verstümmelt, dass Eltern ihre eigenen Kinder nicht mehr identifizieren konnten. US-Botschaftsbeamte, sowohl in Jerusalem als auch in Washington erklärten, dass Lew wiederholt auf die Besorgnis über die Zahl der Todesopfer unter der Zivilbevölkerung, einschließlich palästinensischer Botschaftsangestellten und deren Familien, angesprochen wurde. Solche Bedenken fanden keinen Platz in den diplomatischen Depeschen von Lew.

## Privates
Lew ist verheiratet, Vater zweier Kinder und Mitglied einer orthodoxen jüdischen Gemeinde.